# Savigna
Savigna foi uma comuna francesa na região administrativa de Borgonha-Franco-Condado, no departamento de Jura. Estendia-se por uma área de 9,96 km². Em 2010 a comuna tinha 110 habitantes (densidade: 11 hab./km²).

## História
A vila era antigamente chamada de Savigna-lez-Ugna. A origem do nome vem do latin Sabinus e do sufixo -iacum -Sabiniacum indica provavelmente un domínio agrícola oferecido a um antigo legionário.
A primeira menção conhecida da existência da vila data do Século XIII. Foi separada do senhorio de Nancuise no Século XVIII. As comunas de Givria e Ugna foram unidas a Savigna em 1822.
Em 1 de janeiro de 2017, passou a formar parte da nova comuna de Valzin en Petite Montagne.

## Demografia
| 1962 | 1968 | 1975 | 1982 | 1990 | 1999 |
| ---- | ---- | ---- | ---- | ---- | ---- |
| 137  | 137  | 124  | 112  | 118  | 118  |